# Pseudomys apodemoides
Espèce
Statut de conservation UICN

 LC  : Préoccupation mineure
La souris soyeuse (Pseudomys apodemoides) est une espèce de rongeur de la famille des Muridés originaire d'Australie. C'est l'un des rares mammifères placentaires qui n'ait pas été introduit par l'homme en Australie.
Elle mesure 75 mm de long (sans la queue), avec une queue de 105mm et un poids de 20 g.
Sa fourrure est gris argenté sur le dos, blanche sur le ventre.
Elle vit dans l'ouest du Victoria et le sud est de l'Australie-Méridionale